# Seleção Chinesa de Voleibol Masculino

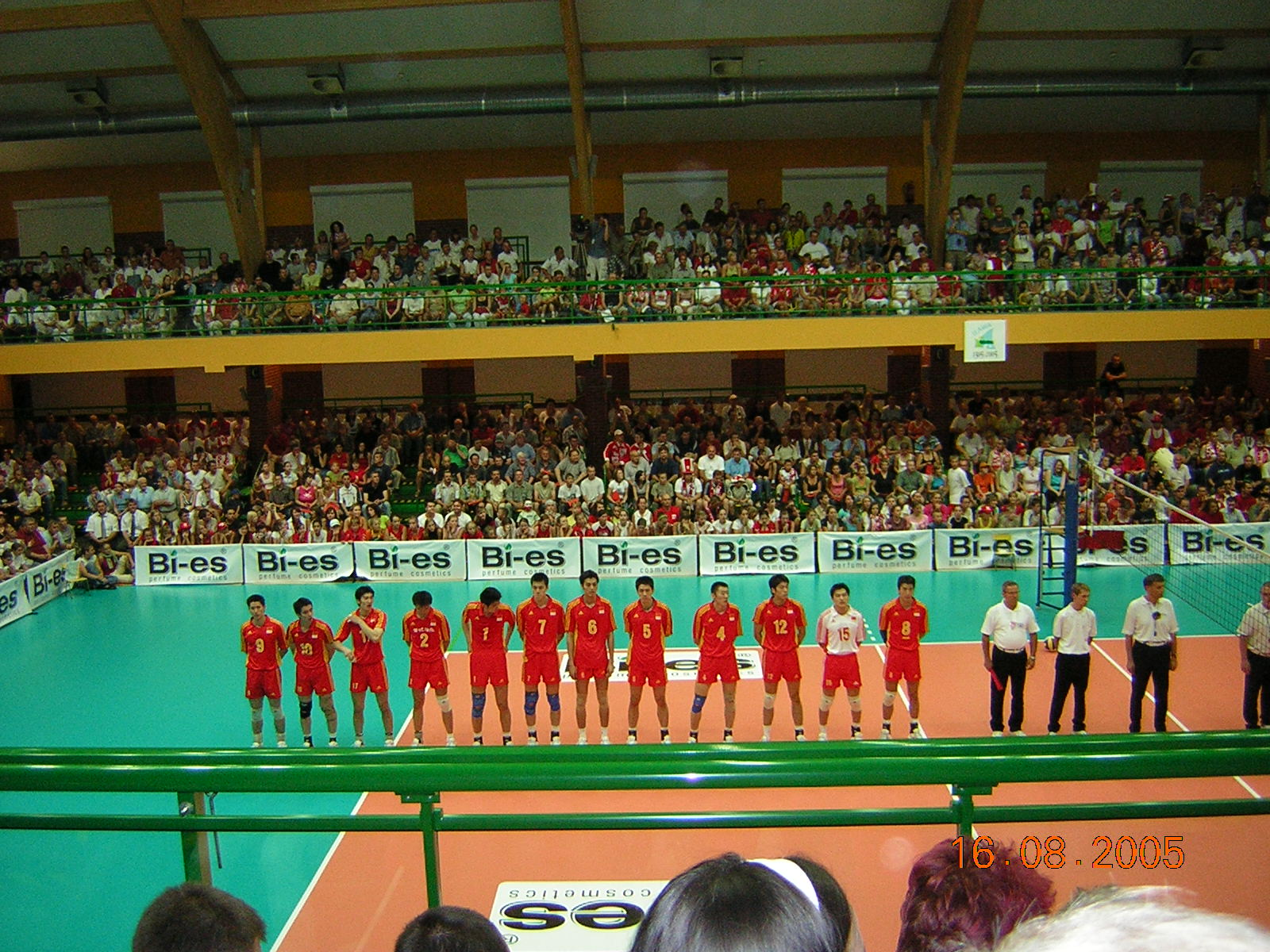
Seleção chinesa em 2005.

A seleção chinesa de voleibol masculino é uma equipe asiática composta pelos melhores jogadores de voleibol da China. A equipe é mantida pela Associação Chinesa de Voleibol. Encontra-se na 25ª posição do ranking mundial da FIVB segundo dados de 2 de setembro de 2022.
A seleção participou das Olimpíadas de 1984 terminando em oitavo lugar. Em 2008 participou como país-sede dos Jogos Olímpicos de Pequim e foi eliminada nas quartas de final.
O voleibol foi introduzido oficialmente na China em 1910 e a seleção nacional chinesa participou em competições internacionais por mais de 45 anos. Desde 1956, a China participou de quinze Campeonatos Mundiais, com seus melhores resultados sendo registrado na Itália (1978) e Argentina (1982) onde a esquadra terminou em sétimo lugar.
O time também se colocou em nono por três vezes, na França (1956), na União Soviética (1962) e Tchecoslováquia (1966). Em 2002 na Argentina, China foi 13º colocada como resultado de uma fase de reconstrução.
China participou da edição de abertura da Liga Mundial em 1990 e regularmente participou entre 1992 e 1997, obtendo um sexto lugar em 1996.

## Resultados obtidos nos principais campeonatos

### Jogos Olímpicos
| Ano  | Sede        | Classificação |
| ---- | ----------- | ------------- |
| 1984 | Los Angeles | 8º            |
| 2008 | Pequim      | 5º            |

### Campeonato Mundial
| Ano  | Sede                | Classificação |
| ---- | ------------------- | ------------- |
| 1956 | França              | 9º            |
| 1962 | União Soviética     | 9º            |
| 1966 | Tchecoslováquia     | 9º            |
| 1974 | México              | 15º           |
| 1978 | Itália              | 7º            |
| 1982 | Argentina           | 7º            |
| 1986 | França              | 12º           |
| 1994 | Grécia              | 15º           |
| 1998 | Japão               | 15º           |
| 2002 | Argentina           | 13º           |
| 2006 | Japão               | 17º           |
| 2010 | Itália              | 19º           |
| 2014 | Polónia             | 15º           |
| 2018 | Bulgária / Itália   | 21º           |
| 2022 | Eslovênia / Polónia | 24º           |

### Copa do Mundo
| Ano  | Sede  | Classificação |
| ---- | ----- | ------------- |
| 1977 | Japão | 5º            |
| 1981 | Japão | 5º            |
| 1995 | Japão | 10º           |
| 1999 | Japão | 11º           |
| 2003 | Japão | 10º           |
| 2011 | Japão | 11º           |

### Copa dos Campeões
| Ano  | Sede  | Classificação |
| ---- | ----- | ------------- |
| 1997 | Japão | 4º            |
| 2005 | Japão | 6º            |

### Liga das Nações
| Ano  | Sede    | Classificação |
| ---- | ------- | ------------- |
| 2018 | Lille   | 15º           |
| 2019 | Chicago | 16º           |
| 2022 | Bolonha | 13º           |
| 2023 | Gdansk  | 16º           |
| 2025 | Ningbo  | 8°            |

### Challenger Cup
| Ano  | Sede  | Classificação |
| ---- | ----- | ------------- |
| 2023 | Doha  | 5º            |
| 2024 | Linyi | 1º            |

### Liga Mundial
| Ano  | Sede                  | Classificação |
| ---- | --------------------- | ------------- |
| 1990 | Osaka                 | 8º            |
| 1992 | Gênova                | 7º            |
| 1993 | São Paulo             | 7º            |
| 1994 | Milão                 | 10º           |
| 1995 | Rio de Janeiro        | 11º           |
| 1996 | Roterdã               | 6º            |
| 1997 | Moscou                | 10º           |
| 2002 | Belo Horizonte–Recife | 9º            |
| 2003 | Madri                 | 7º            |
| 2004 | Roma                  | 10º           |
| 2006 | Moscou                | 13º           |
| 2007 | Katowice              | 9º            |
| 2008 | Rio de Janeiro        | 7º            |
| 2009 | Belgrado              | 13º           |
| 2010 | Córdoba               | 15º           |
| 2014 | Florença              | 23º           |
| 2015 | Rio de Janeiro        | 24º           |
| 2016 | Cracóvia              | 19º           |
| 2017 | Curitiba              | 17º           |

### Campeonato Asiático
| Ano  | Sede              | Classificação |
| ---- | ----------------- | ------------- |
| 1975 | Melbourne         | 3º            |
| 1979 | Manama            | 1º            |
| 1983 | Tóquio            | 2º            |
| 1987 | Kuwait            | 2º            |
| 1989 | Seul              | 3º            |
| 1991 | Perth             | 3º            |
| 1993 | Nakhon Ratchasima | 4º            |
| 1995 | Seul              | 2º            |
| 1997 | Doha              | 1º            |
| 1999 | Teerã             | 1º            |
| 2001 | Changwon          | 4º            |
| 2003 | Tianjin           | 2º            |
| 2005 | Suphanburi        | 2º            |
| 2007 | Jacarta           | 4º            |
| 2009 | Manila            | 4º            |
| 2011 | Teerã             | 2º            |
| 2013 | Dubai             | 3º            |
| 2015 | Teerã             | 3º            |
| 2017 | Gresik            | 6º            |
| 2019 | Teerã             | 6º            |
| 2021 | Chiba–Funabashi   | 3º            |
| 2023 | Úrmia             | 4º            |

### Copa Asiática
| Ano  | Sede              | Classificação |
| ---- | ----------------- | ------------- |
| 2008 | Nakhon Ratchasima | 3º            |
| 2010 | Urmia             | 2º            |
| 2012 | Vinh Yen          | 1º            |
| 2014 | Almaty            | 5º            |
| 2016 | Nakhon Pathom     | 2º            |
| 2022 | Nakhon Pathom     | 1º            |

### Jogos Asiáticos
| Ano  | Sede             | Classificação |
| ---- | ---------------- | ------------- |
| 1974 | Teerã            | 3º            |
| 1978 | Banguecoque      | 3º            |
| 1982 | Nova Deli        | 2º            |
| 1986 | Seoul            | 1º            |
| 1990 | Pequim           | 1º            |
| 1994 | Hiroshima        | 2º            |
| 1998 | Banguecoque      | 1º            |
| 2002 | Busan            | 4º            |
| 2006 | Doha             | 2º            |
| 2010 | Guangzhou        | 5º            |
| 2014 | Incheon          | 4º            |
| 2018 | Jacarta–Palimbão | 9º            |
| 2023 | Hangzhou         |               |

## Medalhas
| Evento              | Ouro | Prata | Bronze | Total |
| ------------------- | ---- | ----- | ------ | ----- |
| Jogos Olímpicos     | 0    | 0     | 0      | 0     |
| Campeonato Mundial  | 0    | 0     | 0      | 0     |
| Copa do Mundo       | 0    | 0     | 0      | 0     |
| Copa dos Campeões   | 0    | 0     | 0      | 0     |
| Liga das Nações     | 0    | 0     | 0      | 0     |
| Liga Mundial        | 0    | 0     | 0      | 0     |
| Challenger Cup      | 1    | 0     | 0      | 1     |
| Campeonato Asiático | 3    | 6     | 6      | 15    |
| Jogos Asiáticos     | 3    | 3     | 2      | 8     |
| Copa Asiática       | 2    | 2     | 1      | 5     |
| Total               | 9    | 11    | 9      | 29    |

## Elenco atual
Atletas convocados para integrar a seleção chinesa no Campeonato Mundial de 2022.
Técnico:  Wu Sheng
| Camisa | Nome           | Posição    | Altura (m) | Peso (kg) | Clube atual              |
| ------ | -------------- | ---------- | ---------- | --------- | ------------------------ |
| 1      | Dai Qingyao    | Oposto     | 2,05       | 100       | Shanghai Golden Age      |
| 4      | Yang Yiming    | Líbero     | 1,86       | 80        | Zhejiang Sports Lottery  |
| 5      | Zhang Binglong | Ponteiro   | 1,97       | 99        | Tokyo Great Bears        |
| 6      | Yu Yuantai     | Ponteiro   | 1,83       | 75        | Jiangsu Nanjing Voleibol |
| 7      | Yu Yaochen     | Levantador | 1,95       | 89        | Jiangsu Nanjing Voleibol |
| 8      | Yang Tianyuan  | Líbero     | 1,80       | 90        | Jiangsu Nanjing Voleibol |
| 9      | Li Yongzhen    | Central    | 2,00       | 85        | Zhejiang Sports Lottery  |
| 10     | Liu Meng       | Levantador | 1,95       | 80        | Shandong Sports Lottery  |
| 12     | Zhang Zhejia   | Central    | 2,11       | 92        | Shanghai Golden Age      |
| 15     | Peng Shikun    | Central    | 2,10       | 110       | Suntory Sunbirds         |
| 19     | Zhang Guanhua  | Oposto     | 2,02       | 85        | Zhejiang Sports Lottery  |
| 21     | Miao Ruantong  | Central    | 2,05       | 88        | Jin Han Wang Voleibol    |
| 22     | Zhang Jingyin  | Ponteiro   | 2,07       | 88        | Zhejiang Sports Lottery  |
| 27     | Wang Bin       | Ponteiro   | 1,96       | 85        | Zhejiang Sports Lottery  |